# Eudocimus
Eudocimus là một chi chim trong họ Threskiornithidae.

## Các loài
4 trang sau nằm trong thể loại này, trên tổng số 4 trang.
- Cò quăm trắng châu Mỹ
- Cò quăm đỏ

## Hình ảnh

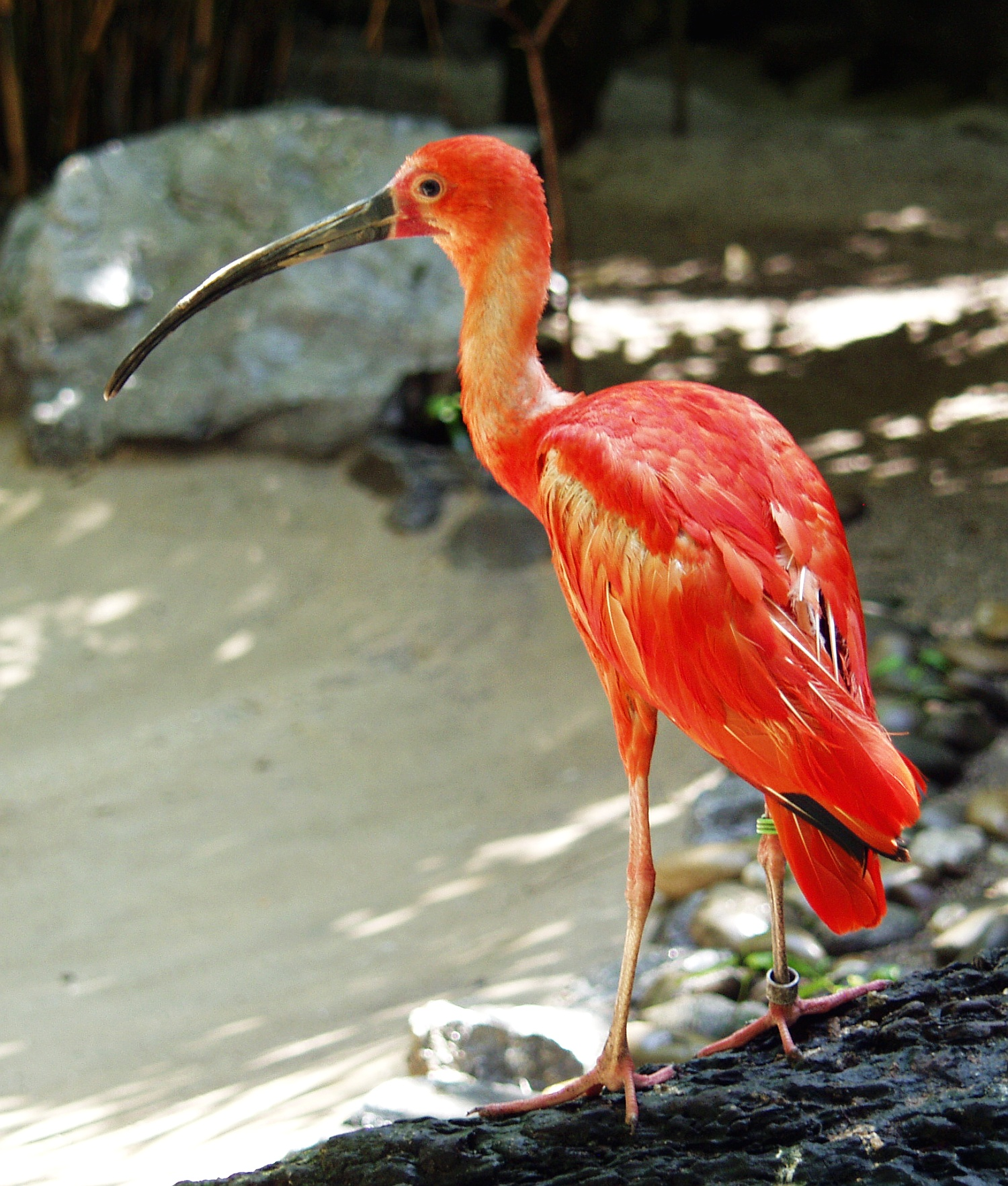
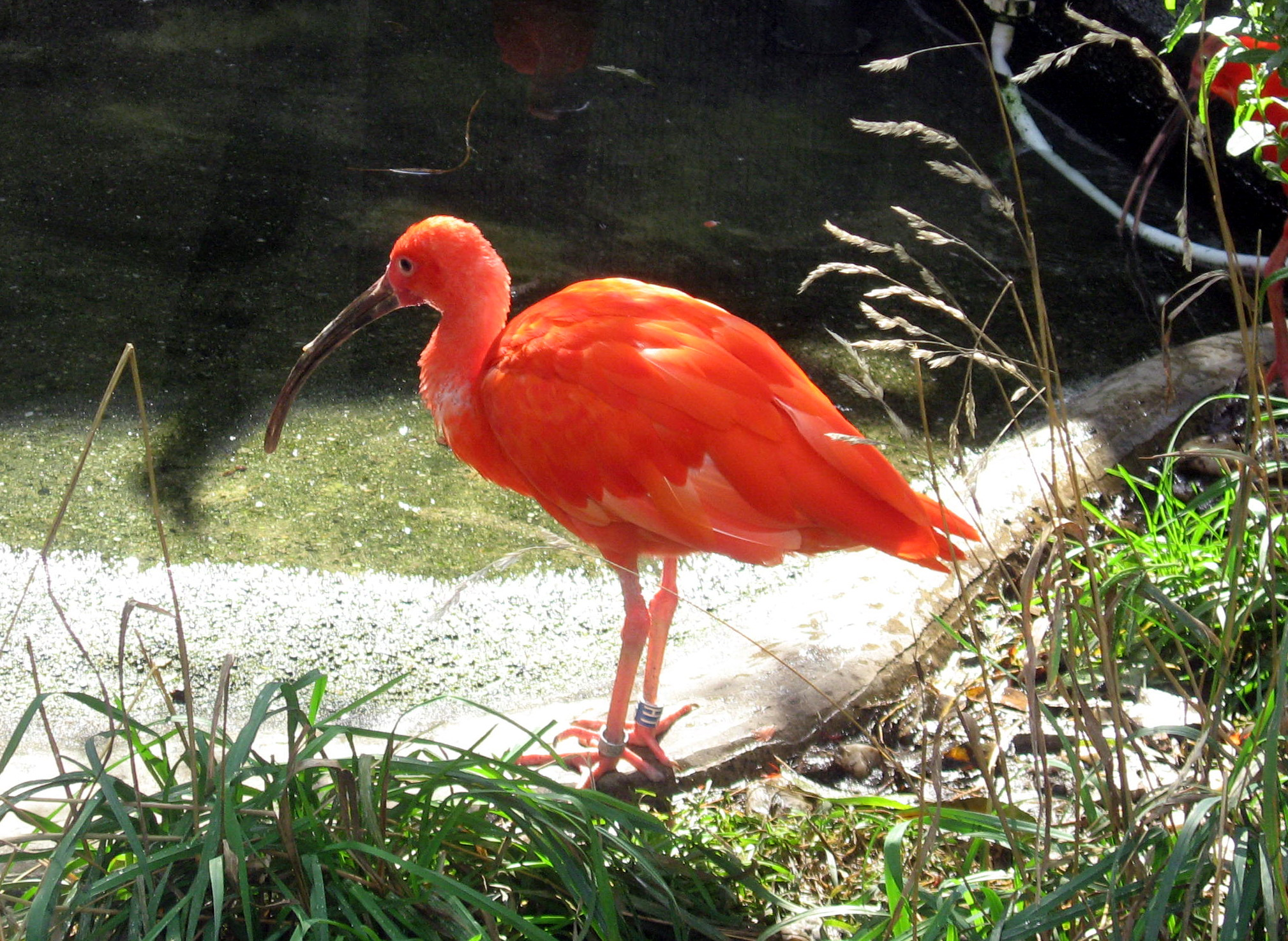
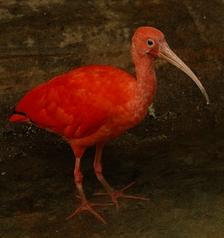
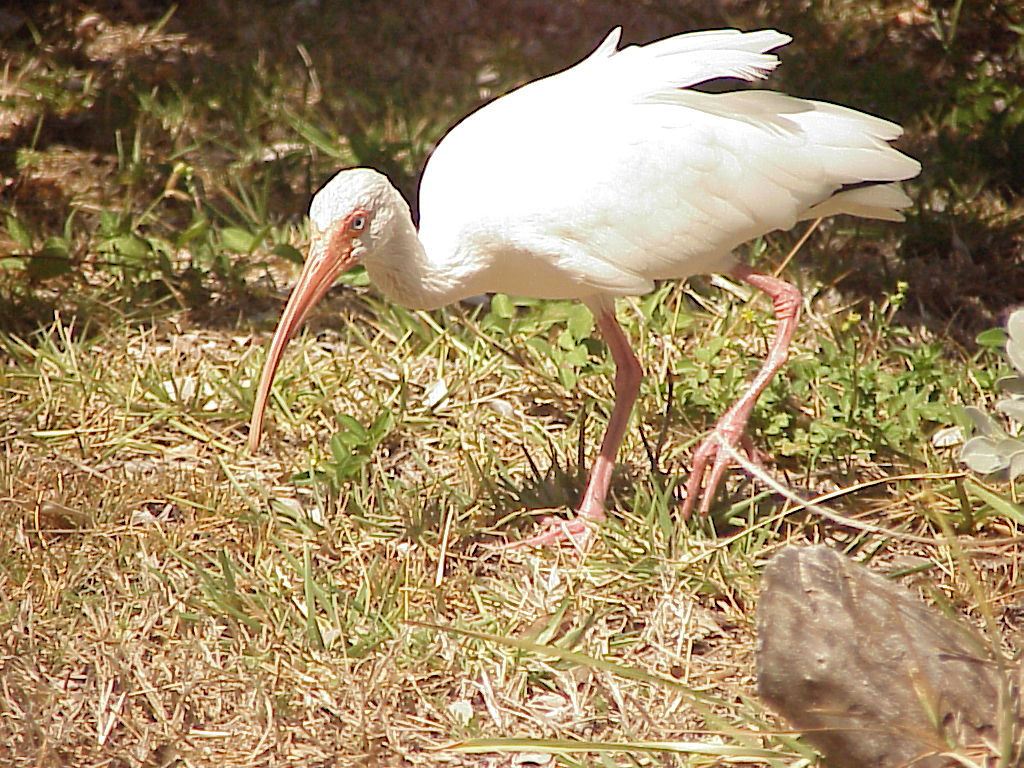